# Democratici Cristiani di Lituania
I Democratici Cristiani di Lituania (in lituano: Lietuvos krikščionys demokratai - LKD) sono stati un partito politico attivo in Lituania dal 2001 al 2008. La formazione è nata dalla confluenza tra:
- Partito dei Democratici Cristiani di Lituania (Lietuvos Krikščionių Demokratų Partija - LKDP);
- Unione dei Democratici Cristiani (Krikščionių Demokratų Sąjunga - KDS).

Nel 2008 confluiisce nell'Unione della Patria - Conservatori di Lituania che, nella circostanza, assume la denominazione di Unione della Patria - Democratici Cristiani di Lituania.

## Risultati elettorali
| Elezione          | Voti   | %    | Seggi   |
| ----------------- | ------ | ---- | ------- |
| Europee 2004      | 31.162 | 2,75 | 0 / 11  |
| Parlamentari 2004 | 16.362 | 1,37 | 0 / 141 |

| Controllo di autorità | VIAF (EN) 1204154260726524480008 |